# Bundesautobahn 99
Bundesautobahn 99 eller A99 er en motorvej, der udgør en halv ringvej i München